# Caraga
Caraga oder Region XIII ist eine philippinische Region im Nordosten der Insel Mindanao.
Die Region Caraga besteht aus den folgenden fünf Provinzen: Agusan del Norte, Agusan del Sur, Dinagat Islands, Surigao del Norte und Surigao del Sur. Die größten fünf Städte sind Butuan City, Surigao City, Bislig City, Tandag City und Cabadbaran City.
Das Verwaltungszentrum befindet sich in Butuan City.

## Geographie
Die Region Caraga liegt im Nordosten von Mindanao. Im Norden wird sie von der Mindanaosee begrenzt und im Süden von den Provinzen Davao del Norte, Davao de Oro und Davao Oriental der Region XI. Im Westen liegen die Provinzen Bukidnon und Misamis Oriental der Region X und im Osten befindet sich die Philippinensee, die ein Teil des Pazifischen Ozeans ist.
Die Region hat eine Gesamtfläche von 21.478 km². Dies sind 6,3 % der gesamten Landfläche der Philippinen und 22,7 % der Insel Mindanao. Die größte Provinz ist Agusan del Sur, die alleine 47,6 % der Region einnimmt.
Der größte Teil von Caraga ist bewaldet (71,22 %). Die Region besteht im Wesentlichen aus einem Mittelgebirge (Diwataberge) und ausgedehnten Ebenen. Die Diwataberge trennen die Agusan- von den Surigao-Provinzen und teilen große Abschnitte des Tieflandes entlang der Pazifikküste. Die größten agrarwirtschaftlichen Nutzflächen befinden sich entlang des Beckens des Agusan Rivers. Der Agusan Marsh, ein großes und bekanntes Feuchtgebiet im Süden der Philippinen, befindet sich im Zentrum der Provinz Agusan del Sur.
Von den Seen ist der Mainit-See der größte innerhalb dieser Region. An seinen Ufern befinden sich insgesamt acht Gemeinden: Alegria, Tubod, Mainit und Sison der Provinz Surigao del Norte und Tubay, Santiago, Jabonga sowie Kitcharao aus der Provinz Agusan del Norte.

## Demographie und Sprache
Basierend auf der Volkszählung aus dem Jahr 2000 hat die Region eine Einwohnerzahl von 2.095.367 Menschen. Die durchschnittliche Wachstumsrate der letzten fünf Jahre beträgt 1,63 %, eine der geringsten des gesamten Inselstaates. Die Einwohnerzahl im Jahr 2015 beträgt 2.429.224 Menschen.
Von den vier Provinzen hat Agusan del Sur die höchste Einwohnerzahl mit 559.294 und Surigao del Norte die niedrigste mit 481.416 Menschen. Butuan City ist mit 267.279 Bewohnern die größte Stadt der Region.
In früheren Zeiten kamen viele Einwanderer aus dem Zentralland von Asien. Ihnen folgten Malaien, Araber, Chinesen, Japaner, Spanier und Amerikaner. Während des 20. Jahrhunderts kamen vermehrt Zuwanderer aus den Visayas und aus den Gebieten von Luzon. Die meisten dieser Einwanderer verwendet die Sprache Cebuano und siedelten sich in den ländlichen Gebieten an.
Cebuano wird mittlerweile von 43,79 % der Bewohner gesprochen. Andere Dialekte sind Butuanon, dass von 31,9 % der Bevölkerung verwendet wird, Surigaonon mit einem Anteil von 25,21 %, Kamayo mit 7,06 %, Boholanon mit 5,87 %, Manobo mit 4,73 % und Hiligaynon mit 2,87 %.
Surigaonon wird hauptsächlich in der Provinz Surigao del Norte und einigen Teilen von Agusan del Norte gesprochen, hierbei speziell in den Ortschaften am Mainit-See. Surigaonon ist verwandt mit den einheimischen Sprachen Butuanon und den Tausūg-Dialekten.
Die dominante Religion ist Römisch-katholisch, der 1.397.343 oder 79 % der Einwohner von Caraga angehören. Den größten Anteil an einheimischen Volks- und Religionsgruppen nehmen, mit 294.284 oder 43,55 %, die Manobos ein. Weitere verbreitete Volksgruppen sind die Kamayo, die Higa-onon, die Banwaon, die Umayamnon und die Mamanwa.

## Wirtschaft

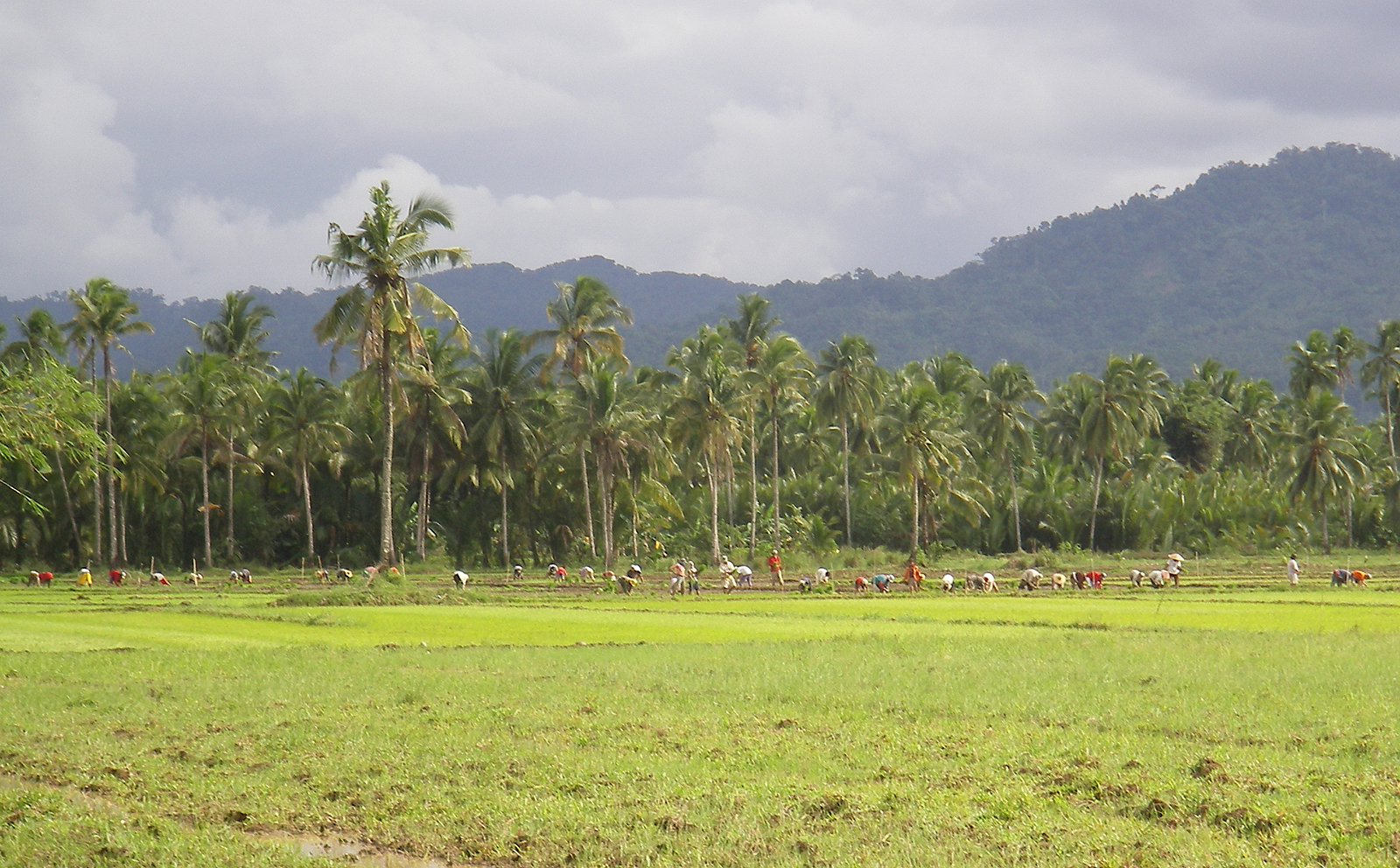
Reisanbau in Lanuza

Die Agrarwirtschaft, die Fischerei und die Holzwirtschaft sind Caragas größte Wirtschaftszweige.
In der Landwirtschaft werden hauptsächlich Nutzpflanzen wie Bananen, Kokosnuss, Mangos, Calamansi, Kautschuk, Ölpalmen, Weizen und Reis angebaut. Daneben sind die Viehzucht und die Geflügelhaltung weitere agrarwirtschaftliche Faktoren der Region.
Entlang der langen Küstengebiete der Mindanaosee im Norden und Nordwesten sowie der Philippinensee im Nordosten ist der Fischfang eine Haupterwerbsquelle der Bewohner. Hier, wie auch aus dem Agusan River, der große Teile der Region durchfließt, und dem Mainit-See, werden Garnelen, Krabben, Milchfische und Seetang gefangen bzw. geerntet.
Als maßgebende Zweige der einheimischen Industrie sind die Holzverarbeitung und der Bergbau zu nennen. Die Region ist reich an natürlichen Ressourcen. Sie hat große Flächen an ertragreichem und fruchtbarem Land und ist bekannt für ihre Holzwirtschaft, ihre ausgiebigen Wasservorräte und ihre reichen mineralischen Vorkommen wie Eisen, Gold, Silber, Nickel, Chromit, Mangan und Kupfer.
Die weiten Küstenabschnitte, insbesondere der Provinz Dinagat Islands, sowie die Bergzüge um den Berg Hilong-Hilong machen die Region auch für den Tourismus interessant. Bergwanderungen, Mountainbiking, Tauchen, oder Touren auf dem Agusan River gehören zu den Angeboten des Fremdenverkehrs. Sehenswert sind neben den Stränden, den Korallenriffen und den Bergen ebenso verschiedene Höhlen, heiße und kalte Quellen, die immergrünen Waldgebiete, viele geschichtliche Stätten und das angenehme Wetter in dieser Region.

## Verwaltungsgliederung
Caraga ist politisch in 5 Provinzen und eine provinzfreie Stadt, Butuan City, untergliedert. Insgesamt gehören der Region 70 eigenständig verwaltete Gemeinden an. Diese sind wiederum unterteilt in insgesamt 1.310 Baranggays (Ortsteile).
Die Region besteht aus insgesamt 7 Kongress-Distrikten.
| Provinz / Stadt   | Hauptsitz       | Einwohner (2010) | Fläche (km²) | Einwohner (pro km²) |
| ----------------- | --------------- | ---------------- | ------------ | ------------------- |
| Agusan del Norte  | Cabadbaran City | 332.487          | 1.773,2      | 187,51              |
| Agusan del Sur    | Prosperidad     | 656.418          | 8.966,0      | 73,21               |
| Dinagat Islands   | San Jose        | 126.803          | 802,1        | 158,09              |
| Surigao del Norte | Surigao City    | 442.588          | 1.936,9      | 228,50              |
| Surigao del Sur   | Tandag City     | 561.219          | 4.552,2      | 123,29              |
|                   |                 |                  |              |                     |
| Butuan City       | —               | 309.709          | 817,3        | 378,94              |

### Städte
| Stadt           | Provinz           | Einwohner (2010) | Fläche (km²) | Einwohner pro km² |
| --------------- | ----------------- | ---------------- | ------------ | ----------------- |
| Bislig City     | Surigao del Sur   | 96.578           | 405,0        | 238,45            |
| Tandag City     | Surigao del Sur   | 52.114           | 316,2        | 164,81            |
| Surigao City    | Surigao del Norte | 140.540          | 245,3        | 572,84            |
| Bayugan City    | Agusan del Sur    | 99.361           | 505,0        | 196,75            |
| Cabadbaran City | Agusan del Norte  | 69.241           | 327,5        | 211,42            |

## Geschichte
Die Geschichte von Caraga kann bis in das 4. Jahrhundert zurückverfolgt werden. Als die Forscher die Existenz der "Kalagans", eine ethnische Gruppe dieses Gebietes, entdeckten, glaubten sie, dass diese von den Visayas her stammten. Das Wort Caraga leitet sich daher ab von dem Wort Kalagan aus der Sprache Cebuano. Die Silbe kalag heißt dabei so viel wie Seele oder Leute und an bedeutet Land. Die Kalagans haben eine lange Geschichte und gelten als tapfer und furchtlos. Daher wird die Region auch von den ersten Chronisten als "Land der tapferen und furchtlosen Menschen" bezeichnet.
1976 wurden in Butuan City im Stadtteil Libertad 600 Jahre alte Reste der Balangay, große hochseetüchtige Boote, gefunden. Nach weiteren archäologischen Ausgrabungen in Butuan wurden auch die Umrisse einer vorkolonialen Hafenanlage, Skelette und wertvolle Grabbeigaben entdeckt, die die Vermutung zu bestätigen scheinen, dass Butuan die älteste befestigte Siedlung in den Philippinen ist und bis in das frühe Mittelalter zurückverfolgen lässt.
Die "Kalagans", von den Spaniern "Caragans" genannt, besiedelten die heutigen beiden Provinzen Surigao del Norte und Surigao del Sur, den nördlichen Teil von Davao Oriental sowie den Osten von Misamis Oriental.
Ab dem Jahr 1597 versuchten jesuitische Missionare die Menschen von Butuan (das Gebiet der heutigen Agusan-Provinzen) und Caraga (die heutigen Surigao-Provinzen) zum Christentum zu bekehren, allerdings mit schwachem und lediglich kurzfristigem Erfolg. Ihnen folgten 1622 die Augustiner, die in Tandag und 1642 in Bislig Kirchengemeinden errichteten. Der Orden hielt seine Präsenz in dem Gebiet bis 1875, danach übernahm die Benediktiner Mönche von 1893 bis 1908 die christliche Arbeit in dem Bezirk.
Der ursprüngliche Distrikt von Caraga wurde im Jahre 1609 gebildet und beinhaltete die heutigen Provinzen Surigao del Norte, Surigao del Sur, den Norden von Davao Oriental und den Ostteil von Misamis Oriental, Agusan del Norte und Agusan del Sur.
1860 wurden von der spanischen Kolonialregierung auf Mindanao sechs Militärbezirke eingerichtet. Surigao und Agusan, einschließlich der Gebiete zwischen Butuan und der Bucht von Caraga, wurden zusammen als dritter Distrikt mit der Bezeichnung Ostdistrikt eingerichtet und wandelten sich bis 1870 zum Distrito de Surigao.
Gegen Ende der spanischen Herrschaft 1898, wurden die beiden heutigen Agusan-Provinzen zu einer einzigen politisch-militärischen Kommandantur mit dem Namen Butuan organisiert und der Verwaltungszuständigkeit von Surigao untergeordnet.
Im Jahre 1901 wurde diese Kommandantur zu einer untergliederten Provinz von Surigao und 1907 wurde Agusan zu einer eigenständigen Provinz ernannt.
Zu dieser Zeit war Butuan nur eine Ortschaft der Provinz Agusan. Der Höhenflug der Holzindustrie sorgte in den 1950er Jahren dafür, dass der Handel und der Kommerz in der Gegend Einzug hielt. Am 2. August 1950 wurde Butuan mit Wirkung des Republic Act Nr. 523 als erster Ort des heutigen Bezirks Caraga in den Status einer beurkundeten Stadt erhoben.
Am 19. Juni 1960 wurde Surigao durch den Republic Act Nr. 2766 in eine nördliche Provinz, Surigao del Norte, und eine südliche, Surigao del Sur, aufgeteilt. Im Juni 1967 folgte die Aufteilung der Provinz Agusan in die neuen Provinzen Agusan del Norte und Agusan del Sur.
Als bisher letztes Kapitel der Geschichte von Caraga wurde am 2. Dezember 2006 Dinagat Islands von Surigao del Norte abgespalten und bekam den Status einer neuen, eigenständigen Provinz zugesprochen.

## Klima
Das Klima der Region Caraga ist klassifiziert als Klimatype II und zeichnet sich durch keine ausgesprochene Regen- oder Trockenperiode aus. Die Monate November bis März sind laut den Wetteraufzeichnungen die regenreichsten des Jahres, mit 18 bis 25 Regentage pro Monat.
Die Provinzen Surigao del Sur und Surigao del Norte sind anfällig gegen stärkere Winde und ihr Wetter wird zeitweise von den nordwestlichen Monsunen beeinflusst.
Die minimalen und maximalen Temperaturen liegen zwischen 22,4 °C und 32,4 °C.

## Hochschulen
- Bukidnon State University
- Philippine Normal University
- Surigao del Sur State University
- University of Southeastern Philippines

## Sehenswürdigkeiten
- Archäologische Ausgrabungsstätte Butuan City
- die Britania-Inselgruppe
- Der Mt. Hilong Hilong
- Der Mt. Mabaho im Diwata-Gebirge
- Der Mainit-See
- Das Trinos Beach Resort
- Das Magellan-Mal, der Ort, an dem Magellan am 8. April 1521 seine erste Messe in den Philippinen gehalten haben soll.
- Das Cabadbaran-Museum
- Die Anitapan-Fälle
- Der Amontay-Canyon
- Der Gibong River
- Die Binaba-Fälle nahe Prosperidad
- Die Bega-Fälle nahe Prosperidad
- Die Tugonan-Fälle nahe Prosperidad
- Das Sumpfland von Agusan (Agusan Marsh)
- Der Mt. Magdiwata in San Francisco
- Die Mt. Diwata heißen & kalten Quellen
- Die Kathedrale in Tandag
- Die Kirche von San Agustin
- Das Kaliguan Festival
- Der Strand von General Luna
- Die Magpupungko-Felsformation in Pilar, Siargao
- Der Bababu-See in Basilisa
- Die Biyabid-Wasserfälle in Sison
- Die Insel Alingkakajaw
- Der Mini-Dam-Park in San Jose
- Das Cabadbaran-Santiago Watershed Forest Reserve
- Das Siargao Islands Protected Landscape and Seascape